# سردنگا توشیمیا
سردنگا توشیمیا (به صربی: Srednja Tušimlja) یک منطقهٔ مسکونی در صربستان است که در نووی پازار واقع شده‌است.